# ئی‌اف‌جی اینترنشنال
ئی‌اف‌جی اینترنشنال (انگلیسی: EFG International) شرکت خدمات مالی و بانکداری سوئیسی است، که در سال ۱۹۹۵ تأسیس شد.